# جوزيف فورييه
جان باتيست جوزيف فورييه (بالفرنسية: Jean-Baptiste Joseph Fourier)‏ (21 مارس 1768 في أوسير - 16 مايو 1830 في باريس)، رياضياتي وفيزيائي فرنسي. كان ابناً لحائك، وتربى وترعرع في المدرسة العسكرية في أوسير حيث تم اكتشافه كطفل نابغة. في سن لا يجاوز 18 سنة بدء العمل كأستاذ في نفس المدرسة التي تربى فيها، وبعدها انتقل إلى المدرسة المتعددة التقنيات في باريس. في نهاية القرن الثامن عشر ذهب مع نابليون بونابرت إلى مصر حيث كان سكرتيراً في المعهد المصري. بعد عودته من مصر عمل منذ سنة 1802 واليا على منطقة الإيزر، وفي سنة 1808 أصبح بارونا. في سنة 1815 صار والياً على منطقة الرون وعُيِّن سكرتيراً مدى الحياة في الأكاديمية الفرنسية للعلوم.

## المعادلات المحددة
ترك فورير العمل غير مكتمل في المعادلات المحددة حيث توفي وتم تحريرها ونشرها بواسطة كلود لويس نافيير في عام 1831 م، وقد احتوى هذا العمل على العديد من المواد الأصلية وبالتحديد شرح لنظريات فورير في مواضيع الجذور في المعادلات الجبرية، وقد وضع «لاجرانج» كيفية فصل الجذور للمعادلات الجبرية عن طريق معادلة أخرى والتي لها جذور هي مربعات الفرق بين جذور المعادلة الأصلية. في الفترة بين 1807 ,1811م قام فرنسيس بودن بوضع نص لهذه النظرية والتي تعرف بنظرية فورير ولكن هذا التفسير لم يكن مرضيا، فإثباتات فورير عادة تدرس في الكتب الدراسية لنظرية المعادلات وقد توصل جاك شارل فرانسوا ستورم إلى المعادلات النهائية للحل.

## اكتشافه لتأثير البيت الأخضر
في العشرينيات من القرن التاسع عشر، قام فورييه بالتوصل إلى أنه لكوكب في حجم كوكب الأرض وعلى هذا البعد من الشمس يجب أن يكون أبرد مما عليه كوكب الأرض في الواقع. إذ كانت الحرارة الآتية إليه من الشمس فقط. وقد فحص العديد من المصادر الإضافية الموجودة وقام بنشرها في مقالات ما بين عامي 1824,1827 م وقد اقترح أن الإشعاع الشمسي هو المسئول عن الجزء الأعظم من الدفء في الأرض واعتبر فورير أن الغلاف الجوى يعمل كما لو كان عازلا من نوع من الأنواع المنتشرة المتعارف عليها وكان هذا هو الفرض الأول الذي يسمى بتأثير البيت الزجاجي.
و في مقالاته أشار فورير إلى تجربة دي سيوشور والذي وضع إناء ذو سدادة من الفلين الأسود وقام بإدراج عدد من الألواح الزجاجية والتي يفصل الهواء بينها وبين بعضها البعض وسمح لضوء الشمس في وسط النهار أن يسقطوا على قمة الاناء عبر الألواح الزجاجية فلاحظ أن درجة الحرارة ارتفعت على السطح الداخلي لهذا الإناء واستنتج فورير أن الغازات في الغلاف الجوى ربما تكون حوامل مستقرة مثل الألواح في التجربة وهذه الخاتمة ساهمت لاحقاً في استعرة تأثير البيت الزجاجي لتفسير العمليات المتعلقة به. والتي تحدد درجات حرارة الغلاف الجوي وقد أوضح فورير كيفية تحديد درجات حرارة الغلاف الجوي والتي تشمل الحمل أيضا، وهذا الأمر لم يقدم في تجربة سيوشور..

## أهم إضافاته للرياضيات
- تحويل فوريي.
- تحليل فوريي.
- متسلسلة فوريي.

وهي نظريات ومعارف تستخدم في أحدث مجالات الصناعات وهناك الكثير من النظريات التي تُبنى عليها.

## روابط خارجية
- جوزيف فورييه على موقع الموسوعة البريطانية (الإنجليزية)
- جوزيف فورييه على موقع إن إن دي بي (الإنجليزية)